# Niedzbórz (gmina)
Niedzbórz – dawna gmina wiejska istniejąca w latach 1973–1976 w woj. warszawskim, a następnie w woj. ciechanowskim (dzisiejsze woj. mazowieckie). Siedzibą gminy był Niedzbórz.
Gminę Niedzbórz utworzono 1 stycznia 1973 roku w powiecie ciechanowskim w woj. warszawskim. Wójtem gminy Niedzbórz był Stanisław Pośpiech. 1 czerwca 1975 gmina weszła w skład nowo utworzonego woj. ciechanowskiego.
1 lipca 1976 roku gmina została zniesiona, a jej obszar włączono do gmin:
- Ciechanów (Chotum, Modełka, Modła, Rajmundowo, Rydzewo i Wólka Rydzewska),
- Strzegowo-Osada (Budy Sułkowskie, Budy Wolińskie, Czarnocin, Czarnocinek, Drogiszka, Grabienice, Kontrewers, Łebki, Niedzbórz, Pokrytki, Sułkowo Borowe, Sułkowo Polne, Unikowo i Wola Kanigowska),
- Stupsk (Pieńpole i Sułkowo-Kolonia).